# Маргарита д’Эврё
Маргарита д’Эврё (фр. Marguerite d'Evreux; 1307—1350) — дочь графа Эврё и Эгмонта Людовика Французского и Маргариты д’Артуа, жена графа Оверни и Булони Гильома XII.

## Происхождение
Маргарита была четвёртым ребёнком и второй дочерью французского принца Людовика д’Эврё. Её дедом по отцу был король Франции Филипп III Смелый, бабкой — Мария Брабантская. Матерью Маргариты д’Эврё была Маргарита д’Артуа, дочь сеньора Конша Филиппа д’Артуа и Бланки де Дрё.

## Замужество и дети
В августе 1325 года, восемнадцати лет от роду, Маргарита вышла замуж за Гильома Оверньского, старшего сына Роберта VII Великого, графа Оверни и Булони. Празднование бракосочетания проходило в шато Буссеоль в Оверни. За месяц до этого, в июле 1325 года, состоялась свадьба её младшей сестры Жанны д’Эврё и короля Франции Карла IV.
В октябре 1325 года Роберт VII скончался и его владения перешли к Гильому.
Гильом XII участвовал в военных операциях против англичан, состоя на службе у короля Карла IV Красивого, который в то время стремился вернуть Франции Гиень. Не чужд Гильом был и добрых дел: так, он велел раздать бедным жителям города Амбер в Ливрадуа, сто бушелей зерна в качестве милостыни.
У Маргариты и Гильома было двое детей:
- Роберт, умер молодым;
- Жанна (8 мая 1326 — 20 сентября 1360), замужем за Филиппом Монсеньором, от которого имела троих детей; с февраля 1350 года[5] — за французским принцем Иоанном, в том же году ставшим королём, от которого также имела троих детей (все они умерли в раннем возрасте).

Гильом XII скончался 6 августа 1332 года. Графиней Оверни и Булони стала его дочь Жанна. Маргарита в повторный брак не вступала.

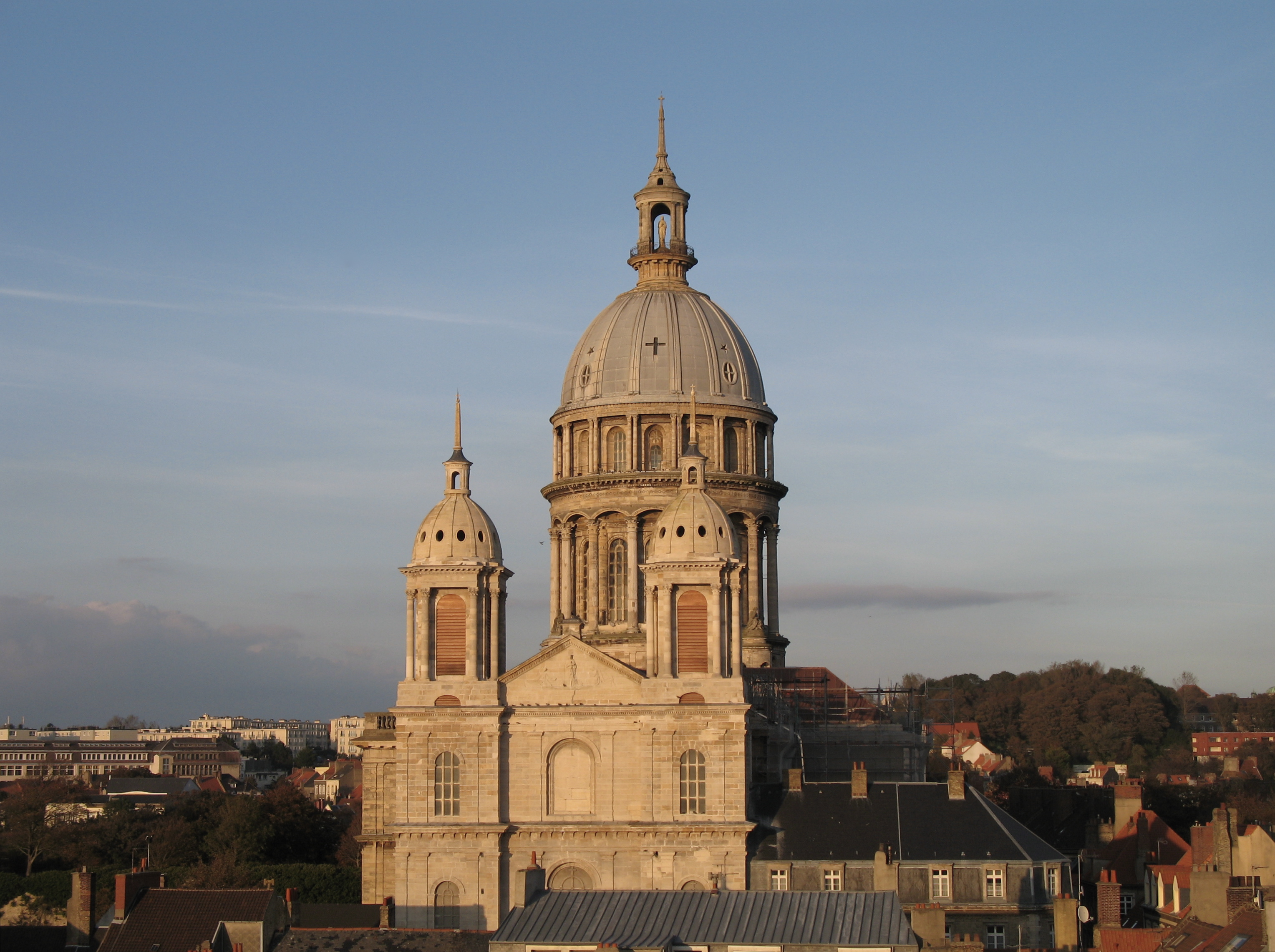
Современный вид собора Нотр-Дам в Булони

26 сентября 1338 года состоялось бракосочетание двенадцатилетней Жанны, графини Оверни и Булони, и Филиппа Бургундского, который должен был унаследовать от родителей герцогство Бургундию, графства Артуа и Франш-Конте. Спустя несколько лет у супругов родилось трое детей, которые умерли в молодом возрасте. Филипп Бургундский погиб при падении с лошади в 1346 году. Жанна, спустя три с половиной года, вышла замуж за принца Иоанна. Маргарита, скорее всего, принимала участие в торжествах по поводу бракосочетания.
Умерла она в Париже в 1350 году. Похоронена в кафедральном соборе Нотр-Дам в Булонь-сюр-Мер в графстве Булонь.